# كارل فون لوز
كارل فون لوز (بالألمانية: Karl von Luz)‏ هو سياسي ألماني، ولد في 3 أغسطس 1824 في آلتنشتايغ في ألمانيا، وتوفي في 6 نوفمبر 1899 في شتوتغارت في ألمانيا.